# Muttendorf
Muttendorf ist eine Ortschaft in der Gemeinde Dobl-Zwaring in der Steiermark.
Muttendorf befindet sich südwestlich von Dobl im Talboden der Kainach (Mur) und wird vom Lahnbach durchflossen, der weiter südlich in die Kainach mündet. Um 1820 war der Ort auf vier Herrschaften aufgeteilt und gegenüber zwei weiteren Herrschaften zehntpflichtig.